# Bruchmühle
Bruchmühle är en ortsteil i staden Altlandsberg i Landkreis Märkisch-Oderland i förbundslandet Brandenburg i Tyskland. Bruchmühle var en kommun fram till den 31 december 2002 när den uppgick i Altlandsberg. Bruchmühle hade 1 078 invånare 1996.